# Bitwa pod Gwoźdźcem
Bitwa pod Gwoźdźcem – starcie zbrojne, które miało miejsce 19 sierpnia 1531 roku w pobliżu miejscowości Gwoździec, podczas wojny polsko-mołdawskiej.

## Przed bitwą
Hospodar Piotr Raresz 12 sierpnia wysłał z Czerniowiec na Pokucie 6 tysięcy jazdy. pod dowództwem perkułabów: czerniowieckiego Barnowskiego oraz chocimskiego Włada z zamiarem zniszczenia oddziałów polskich znajdujących się na Pokuciu a także opanowanie Gwoźdźca. Ten niewielki drewniany zamek, własność hetmana Tarnowskiego, Mołdawianie opanowali w grudniu 1530 podczas wyprawy na Pokucie. 3 sierpnia 1531 w czasie odwetowej wyprawy Tarnowskiego, Gwoździec próbował zdobyć z marszu Maciej Włodek, uprzedzony ostrzałem, szturm spieszonej husarii został odparty. 4 sierpnia do oblegających dołączył Zbigniew Słupecki (zm. 1537), pisarz polny koronny na czele chorągwi jazdy w sile 284 koni. Po ostrzale z rusznic i łuków, spieszona kawaleria wdarła się na umocnienia łamiąc opór obrońców.
Zdobycie tego ośrodka otwierałoby drogę Mołdawianom do dalszych działań prowadzonych już przez główną armię hospodara. Mołdawianie próbując zaskoczyć załogę Gwoźdźca od razu skierowali się pod tę miejscowość nie tracąc czasu na zdobywanie mijanych po drodze zamków. Zaskoczenie jednak się nie udało i przystąpiono do regularnego oblężenia. Załogę Gwoźdźca stanowiło co najmniej 200 ludzi pod dowództwem Macieja Włodka.
Jan Amor Tarnowski, przebywający z armią w Bolszowie, 16 sierpnia dowiedział się o oblężeniu Gwoźdźca i nie czekając na artylerię od razu zarządził wymarsz. Hetman postanowił iść na odsiecz najkrótszą drogą i zadecydował sforsować Dniestr na wschód od Czesybiesów.
W nocy z 18 na 19 sierpnia armia koronna przybyła do Obertyna. Po krótkim odpoczynku wyruszono w kierunku południowo-wschodnim. Zatrzymano się dopiero na przeprawie przez Czerniawę, w miejscu, gdzie dziś znajduje się wieś Winograd. Stąd wyprawiono podjazdy w celu zorientowania się w sytuacji pod zamkiem. Tarnowski postanowił niezwłocznie zaatakować Mołdawian. Barnowski i Wład zaniedbali ubezpieczenia, nie wiedzieli że na ich tyłach znajdują się wojska polskie.
Położenie wojsk Tarnowskiego nie było zbyt dobre. Oddzielał ich od nieprzyjaciela las, konieczne było forsowanie bagnistej Czerniawy aby można było wejść na jedną z dróg. Nieprzyjaciel mógł w każdej chwili zaatakować z lasu rozciągnięte wojska koronne i zepchnąć je w Czerniawe. Tarnowski wybrał bezpieczniejszą drogę zachodnią, która omijała Gwoździec od północy i dawała możliwość odskoku i rozwinięcia szyków na płaskowzgórzu w razie ataku nieprzyjaciela. Mołdawianie chcąc zepchać polskie chorągwie do lasu byliby zmuszeni do ataku pod górę, otaczając polskie szyki od zachodu. Tarnowski postanowił związać nieprzyjaciela walką swoją przednią strażą, do czasu gdy reszta armii wyjdzie na wolną przestrzeń i rozwinie szyki. Do tego zadania zostały przydzielone chorągwie Janusza Święcickiego oraz Aleksandra Sieniawskiego i Jana Herburta. W sumie 386 jeźdźców.

## Bitwa
Święcicki przeprawił się przez Czerniawę i pokonawszy 4 kilometrową odległość wyszedł na otwartą przestrzeń gdzie rozwinął szyk. Zaatakowano oblegających zamek Mołdawian. Wywiązała się walka, Polacy zaczęli się cofać, mając skruszone kopie nie ryzykowano kolejnego natarcia. Odwrót mógł zamienić się w ucieczkę, więc Święcicki posłał gońca, by przyśpieszyć marsz reszty wojska. Pierwszy pojawił się strażnik polny Mikołaj Sieniawski prowadząc 330 jeźdźców, uderzył na Mołdawian i wyparł ich nieco w kierunku obleganego zamku, natarcie ponowił również Święcicki. Barnowski i Wład przystąpili do kontrataku, kilkukrotne natarcia jazdy mołdawskiej nie przyniosły rezultatu i zostały odparte. Na pole bitwy przybywały kolejne polskie chorągwie które od razu przystępowały do walki.
Mołdawianie widząc zmieniającą się sytuacje na polu bitwy zaczęli się mieszać i cofać, równocześnie z zamku dokonała wypadu na tyły nieprzyjaciela chorągiew Włodka. W wojska mołdawskie wdarła się panika, mając odcięty odwrót, rzucili się do ucieczki. Hetman wysłał za nimi w pogoń lekkie chorągwie jazdy które goniły nieprzyjaciela aż do granicy mołdawskiej.
W bitwie Mołdawianie stracili 2 tys. zabitych oraz 1 tys. jeńców, których Tarnowski kazał ściąć, ponieważ nie chciał pomniejszać swych sił wydzielając eskortę dla jeńców. Z drugiej strony trzymanie ich w obozie polskim w pobliżu granicy mołdawskiej byłoby, jak pisał – niczym innym jak „trzymaniem węża na własnym łonie”.

## Po bitwie
Po bitwie Polacy rozbili obóz pod Gwoźdźcem. Zaopatrzono zamek w żywność, sprzęt i załogę po czym nie spodziewając się kolejnego ataku nieprzyjaciela, rozpoczęto odwrót. 21 sierpnia dotarł hetman ze swym wojskiem do wsi Obertyn gdzie rozbito obóz, następnego dnia miało dojść do rozstrzygającej bitwy z główną armią hospodara Raresza.